# Kokomo (Indiana)
Kokomo es una ciudad ubicada en el condado de Howard en el estado estadounidense de Indiana. En el Censo de 2010 tenía una población de 45468 habitantes y una densidad poblacional de 946,07 personas por km². Se encuentra a orillas del río Wildcat que es afluente del río Wabash, a su vez afluente del Ohio, a su vez afluente del Misisipi. 

## Geografía
Kokomo se encuentra ubicada en las coordenadas 40°28′31″N 86°7′58″O / 40.47528, -86.13278. Según la Oficina del Censo de los Estados Unidos, Kokomo tiene una superficie total de 48.06 km², de la cual 47.91 km² corresponden a tierra firme y (0.32%) 0.15 km² es agua.

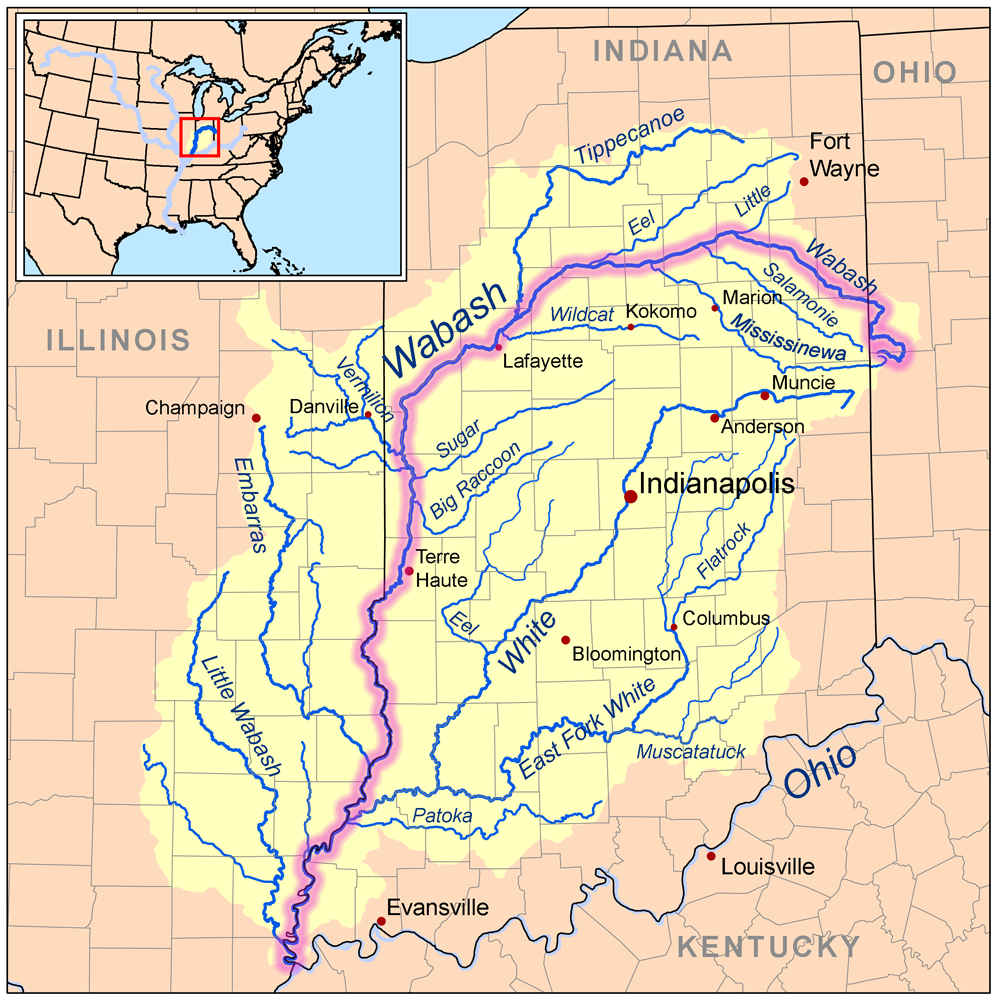
Ubicación de Kokomo en un mapa de la cuenca del río Wabash

## Demografía
Según el censo de 2019, había 58,0209  personas residiendo en Kokomo. La densidad de población era de 946,07 hab./km². De los 45468 habitantes, Kokomo estaba compuesto por el 83.53% blancos, el 10.67% eran afroamericanos, el 0.38% eran amerindios, el 0.99% eran asiáticos, el 0.02% eran isleños del Pacífico, el 1.11% eran de otras razas y el 3.28% pertenecían a dos o más razas. Del total de la población el 3.3% eran hispanos o latinos de cualquier raza.